# Francisco de Sousa Pereira
Francisco de Sousa Pereira foi um gestor colonial português, quinto governador da capitania da Paraíba. Governou de 1600 a 1603.